# Лолей
Лолей — храм, построенный Яшоварманом I в 893 году на искусственном острове 105×80 м, посередине барая Индрататака (Камбоджа, провинция Сиемреап), в память об отце Индравармане I.
Считается, что его род по линии матери Индрадеви восходит к Махипативарману, то есть к фунаньцам.

## Архитектура
Лолей состоит из четырёх кирпичных башен храма, расположенных на террасе. Первоначально между башнями располагалась храмовая ограда, стена, а входы осуществлялись через гопуры, но ни стена, ни гопуры не сохранились до сего дня. Сегодня храм стал монастырём, так же, как в IX веке он был ашрамом.
Башни храма сохранили свои декоративные элементы: ложные двери, искусно вырезанные апсары и дварапалы, обрамляющие и реальные, и ложные двери. Резные фигуры из песчаника на стенах храма — это, например, бог неба Индра на слоне Айравате, множество водных змеев-монстров: макары и многоголовые наги.